# Astragalus cibarius
Espèce
Classification APG III (2009)
Astragalus cibarius est une espèce de plantes à fleurs de la famille des Fabaceae. C'est une plante herbacée originaire des États-Unis en Amérique du Nord.

## Description
Cette astragale est une plante herbacée pérenne.

## Répartition et habitat
Elle pousse dans l'ouest des États-Unis (Colorado, Idaho, Montana, Nevada, Utah, Wyoming).

## Nomenclature et systématique
Cette espèce a reçu d'autres appellations, synonymes mais non valides :
- Astragalus arietinus M.E. Jones
- Astragalus cuspidocarpus E. Sheld.
- Astragalus lentiginosus Hook. var. cuspidocarpus (E.Sheld.)M.E.Jones
- Astragalus missouriensis Nutt. var. cuspidocarpus (E.Sheld.)M.E.Jones
- Astragalus thermalis Greene
- Astragalus webberi A. Gray var. cibarius (E.Sheld.)M.E.Jones
- Xylophacos cibarius (E. Sheld.) Rydb.
- Xylophacos cuspidocarpus (E. Sheld.) Rydb.